# Robert II d'Artois

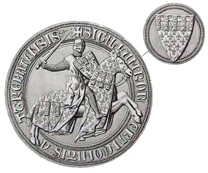
Robert II d'Artois

Robert II d'Artois, (setembre 1250 - 11 de juliol de 1302), fill pòstum de Robert I d'Artois i de Matilde de Brabant, fou des del seu naixement (set mesos després de la mort del pare) comte d'Artois.

## Biografia
Fet cavaller pel seu oncle i padrí, el rei Lluís IX de França (1267), va participar en la croada de Tunis (1270) i es va mostrar un combatent ferotge, volent venjar el seu pare que havia estat mort en la precedent croada.
La seva germana Blanca d'Artois es va casar amb Enric I de Navarra, mort el 1274 deixant una filla de tres anys. Es va refugiar a França per tal d'escapar a les lluites per al poder durant la seva regència. El rei de França, Felip III, el seu cosí, va confiar a Robert II el restabliment de la pau. Va assetjar Pamplona, va prendre la ciutat i va restablir l'autoritat de la reina-regent.
De resultes de les vespres sicilianes (1282), va anar a Itàlia per socórrer el seu oncle patern Carles I d'Anjou. A la mort d'aquest últim, va ser nomenat regent del regne de Nàpols del qual el sobirà, Carles II d'Anjou, estava presoner del rei català Pere el Gran. Però Carles II, una vegada alliberat, va decidir un arranjament amb el rei català, i Robert enfadat, se'n va anar d'Itàlia el setembre 1289.
Felip IV de França el va enviar a combatre els anglesos a la Guiena (1296), i després a Flandes. Robert va derrotar els flamencs a Furnes el 1297, però el seu fill Felip que combatia al seu costat hi va ser greument ferit i va morir un any després.
Robert va ser mort a la batalla de Courtrai l'11 de juliol de 1302 (els cronistes francesos mencionen que va combatre amb valor fins a la mort, cronistes flamencs o anglesos conten que va anar per a una demanda de rescat però que un carnisser de Bruges li va tallar la llengua) sent inhumat a l'abadia de Maubuisson. El seu únic fill havia mort abans d'ell, i la seva filla Mafalda o Matilde i el seu net Robert III van reivindicar tots dos la successió del comtat d'Artois, tot i que Robert havia reconegut els drets de Matilde o Mafalda. Tres judicis, de 1309, de 1317 (que va ratificar la sentència anterior favorable a Mafalda) i de 1329, van fallar sempre a favor de Mafalda, i Robert III, descontent, es va refugiar a Anglaterra i va incitar el rei Eduard III d'Anglaterra a iniciar la guerra dels Cent Anys. Matilde o Mafalda va morir quan anava a la cort de França (1329) i la seva filla tres mesos després, per la qual cosa Robert fou acusat d'haver-les fet emmetzinar a totes dues.

## Matrimonis i nens
El 1262, es va casar en primeres noces amb Amícia de Courtenay (1250- 1275), filla de Pere de Courtenay (1218- 1250), senyor de Conches i de Mehun, i de Peronella de Joigny, filla de Gaucher de Joigny; van tenir els següents fills:
- Mafalda d'Artois (1268-1329)
- Felip d'Artois (1269-1298)
- Robert (1271-1272)

El 1277, es va casar en segones noces amb Agnès de Dampierre (1237- 1288), filla d'Arquimbald IX de Borbó, senyor de Borbó, i de Iolanda de Châtillon, comtessa de Nevers.
El 1298 es va casar en terceres noces amb Margarida d'Avesnes (morta el 1342), filla de Joan d'Avesnes, comte d'Hainaut, i de Filipa de Luxemburg.